# Ce siècle a cinquante ans
Pour plus de détails, voir Fiche technique et Distribution.
Ce siècle a cinquante ans est un film franco-ouest-allemand réalisé par Denise Tual, Roland Tual et Werner Malbran, sorti en 1950.

## Fiche technique
- Titre : Ce siècle a cinquante ans
- Titre original : Hallo, die grosse Welt-Revue
- Réalisation : Denise Tual, Werner Malbran et Roland Tual
- Assistante : Yannick Bellon
- Commentaire : Jean George Auriol, Éliane Barton, Michel Petitjean, Serge Roullet et Lucien Sève, dit par Pierre Fresnay
- Photographie : André Dumaître
- Costumes : Christian Dior
- Musique : Georges Auric, Henri Sauguet et Jean Wiener
- Montage : Madeleine Bagiau
- Pays d'origine :  France -  Allemagne de l'Ouest
- Production : Malbran - S.E.P.I.C. - Union Générale Cinématographique
- Genre : Documentaire
- Durée : 86 minutes
- Date de sortie : France, 16 mars 1950